# البوذية في تايلاند
تُعد البوذية في تايلاند في الغالب من مدرسة الثيرافادا، والتي يتبعها نحو 93.4٪ من السكان. وتمتلك تايلاند ثاني أكبر عدد من البوذيين في العالم بعد الصين، حيث يبلغ عدد البوذيين فيها حوالي 64 مليون نسمة. وقد اندمجت البوذية في تايلاند أيضًا مع الهندوسية نتيجة قرون طويلة من التأثير الهندي، وكذلك مع الديانات الصينية بسبب وجود عدد كبير من السكان التايلانديين من أصول صينية. وتتميز المعابد البوذية في تايلاند بالقِباب الذهبية الطويلة (الستوبات)، كما أن العمارة البوذية التايلاندية تشبه نظيراتها في دول جنوب شرق آسيا الأخرى، خصوصًا كمبوديا ولاوس، اللتين تتشاركان مع تايلاند إرثًا ثقافيًا وتاريخيًا مشتركًا. وتتشابه البوذية التايلاندية أيضًا مع البوذية السريلانكية. وتُعد تايلاند وكمبوديا وميانمار وسريلانكا ولاوس من الدول التي يشكل فيها أتباع مذهب الثيرافادا البوذي الأغلبية.
ويُعتقد أن البوذية وصلت إلى ما يُعرف اليوم بتايلاند في وقت مبكر من القرن الثالث قبل الميلاد، خلال عهد الإمبراطور الهندي أشوكا. ومنذ ذلك الحين، لعبت البوذية دورًا بارزًا في ثقافة المجتمع التايلاندي وحياته. وغالبًا ما كانت البوذية مرتبطة بالملكية التايلاندية، حيث كان يُنظر إلى ملوك تايلاند تاريخيًا على أنهم الرعاة الرئيسيون للبوذية في البلاد. وعلى الرغم من أن السياسة والدين كانا منفصلين عمومًا خلال معظم فترات التاريخ التايلاندي، إلا أن ارتباط البوذية بالدولة التايلاندية ازداد في منتصف القرن التاسع عشر عقب إصلاحات الملك مونغكوت، والتي أدت إلى إنشاء طائفة بوذية مدعومة ملكيًا، وزيادة مركزية تنظيم السانغا التايلاندي تحت إدارة الدولة، مع تصاعد السيطرة الحكومية على البوذية بشكل أكبر بعد انقلاب عام 2014.
وتتميز البوذية التايلاندية بتركيزها على الرهبنة القصيرة الأمد لكل رجل تايلاندي، وبالارتباط الوثيق بين البوذية والدولة والثقافة التايلاندية. وهناك فرعان رسميان (نيكايا) للبوذية التايلاندية: نيكايا دمايوتيكا المدعومة ملكيًا، والماها نيكايا الأكبر حجمًا.

## التاريخ قبل الحديث

### البوذية في الممالك السابقة لتايلاند
يذكر المهافامسا، وهو سجل تاريخي لسريلانكا، أنه خلال فترة حكم الإمبراطور أشوكا (حوالي 268 إلى 232 قبل الميلاد)، تم إرسال الراهبين سونا ثيرا وأوتارا ثيرا لنشر البوذية إلى سوفانابهومي، وهي منطقة تقع في مكان ما بجنوب شرق آسيا. يعتقد العلماء التايلانديون أن مملكة دڤارافاتي المون (حوالي القرن السادس إلى القرن الحادي عشر) من المرجح أنها استقبلت مبشرين بوذيين خلال هذه الحقبة، وذلك بسبب الاكتشافات الأثرية العديدة في مدن دڤارافاتي القديمة مثل ناكون باثوم، والتي تشير إلى وجود مبكر للبوذية. تشمل هذه الاكتشافات عجلات الدارما، وآثار أقدام بوذا، وغزلانًا جاثية، ونقوشًا باللغة البالية. لذا، من المحتمل أن بوذية دڤارافاتي كانت شكلًا هنديًا من بوذية الثيرافادا (أو على الأقل بوذية غير مهايانا). وقد قورنت الطرازات الفنية لدڤارافاتي بأسلوب أمارافاتي، وربما كانت متأثرة به. اقتُرح أيضًا أن الهيكل الأصلي لـستوبا فرا باثوم القديمة (التي غطيت لاحقًا بعمليات ترميم وبرج تم إضافته لاحقًا) كان ذا تصميم مشابه لـستوبا سانتشي الهندي.
وتشمل الاكتشافات اللاحقة في ناكون باثوم والمدن المجاورة تماثيل بوذا بأسلوب جوبتا الهندي. وقد تكون البوذية انتشرت إلى جنوب شرق آسيا مع السفن التجارية التي كانت تسلك طرق التجارة البحرية الرئيسية مع الهند.
تأثرت العديد من ممالك جنوب شرق آسيا التي حكمت أجزاءً من تايلاند الحديثة، مثل إمبراطورية الخمير (حوالي 802–1431 ميلادي) ومملكة مون لافو (حوالي 450–1388 ميلادي)، بالاتجاهات البوذية الهندية، بما في ذلك بوذية المهايانا والتقاليد البوذية السنسكريتية.
وكانت مملكة هاريبونشاي المون، التي كانت عاصمتها لامفون، أيضًا مملكة بوذية، مع معابد مشهورة مثل وات هاريبونشاي (1040م) ووات تشاماديفي (1218م).
تصور الفنون الدينية لمملكة سريويجايا الإندونيسية (حوالي 650–1377م)، التي كانت تسيطر على جزء من جنوب تايلاند، العديد من الشخصيات المستمدة من بوذية المهايانا الهندية. وتشهد الاكتشافات الأثرية في جنوب تايلاند (مثل فرا فِم وناكون سي ثمرات) على ممارسة بوذية المهايانا في هذه المنطقة.
بدءًا من حوالي القرن الحادي عشر، قاد الرهبان السنهاليون من طائفة المهافيهارا تحويل معظم مناطق جنوب شرق آسيا تدريجيًا إلى بوذية الثيرافادا السنهالية. وقد دعم هذا التحول ملوك أقوياء من جنوب شرق آسيا، مثل الملك البورمي أناوراثا (1044–1077م)، الذي روّج لبوذية الثيرافادا في مملكة باغان، والتي شملت أجزاءً من تايلاند التي فتحها.